# Біант
Біант, або Біас (грец. Βίας, род. відм. Βίαντος):
1) аргоський герой, син Амітаона й Ідоменеї, брат провісника Мелампода. Біант сватався до дочки пілоського царя Нелея Перо, але батько обіцяв віддати її заміж лише за того, хто здобуде прекрасних волів фессалійського владаря Іфікла. За допомогою Мелампода Біант одержав волів, віддав їх Нелеєві й одружився з Перо;
2) Біас Прієнський, або Біант (грец. Βίας ο Πριηνεὺς) — один із «семи мудреців» з Прієни в Іонії, жив у добу царя Креза (625—640 до н. е.);
3) один із синів троянського царя Пріама;
4) один із женихів Пенелопи;